# Prodotti STG italiani
I prodotti italiani con riconoscimento di specialità tradizionale garantita (STG) sono prodotti agricoli o alimentari ottenuti da composizioni o tramite metodi di produzione tradizionali.
Per ottenere il riconoscimento STG, il prodotto deve essere conforme ad un preciso disciplinare di produzione, che viene depositato presso il Ministero delle politiche agricole alimentari e forestali (MiPAAF), il quale provvede a presentare la pratica presso la Commissione europea.
Attualmente vi sono solo due prodotti italiani che hanno ottenuto il riconoscimento STG: la pizza napoletana e la mozzarella. Nel gennaio 2018 è stata presentata una nuova domanda per la salsa Amatriciana tradizionale, registrata ufficialmente dalla Commissione UE il 6 marzo 2020.

## Elenco STG italiani
| Classe                                                              | Denominazione                | Data di registrazione | Documentazione    | Foto |
| ------------------------------------------------------------------- | ---------------------------- | --------------------- | ----------------- | ---- |
| 1.3. Formaggi                                                       | Mozzarella                   | 26/11/1998            | IT/TSG/0007/0001  |      |
| 2.3. Prodotti di panetteria, pasticceria, confetteria o biscotteria | Pizza napoletana             | 05/02/2010            | IT/TSG/0007/0031  |      |
| 2.6. Salse per condimento preparate                                 | Amatriciana tradizionale     | 06/03/2020            | IT/TSG/0007/02390 |      |
| 2.21 Piatti Pronti                                                  | Vincisgrassi alla maceratese | 31/03/2022            | IT/TSG/02658      |      |